# Indiai ünnepek

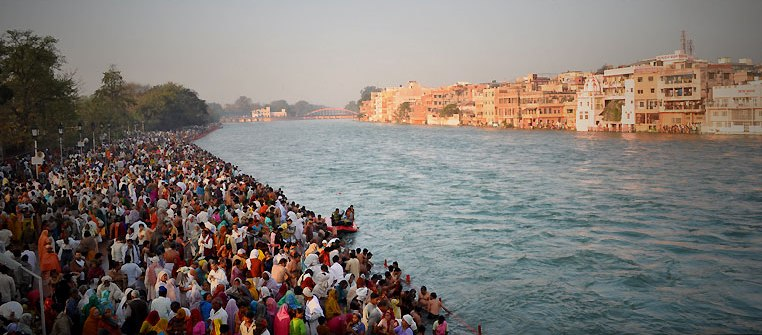
Zarándokok Haridvár-nál a Kumbh Melá idején

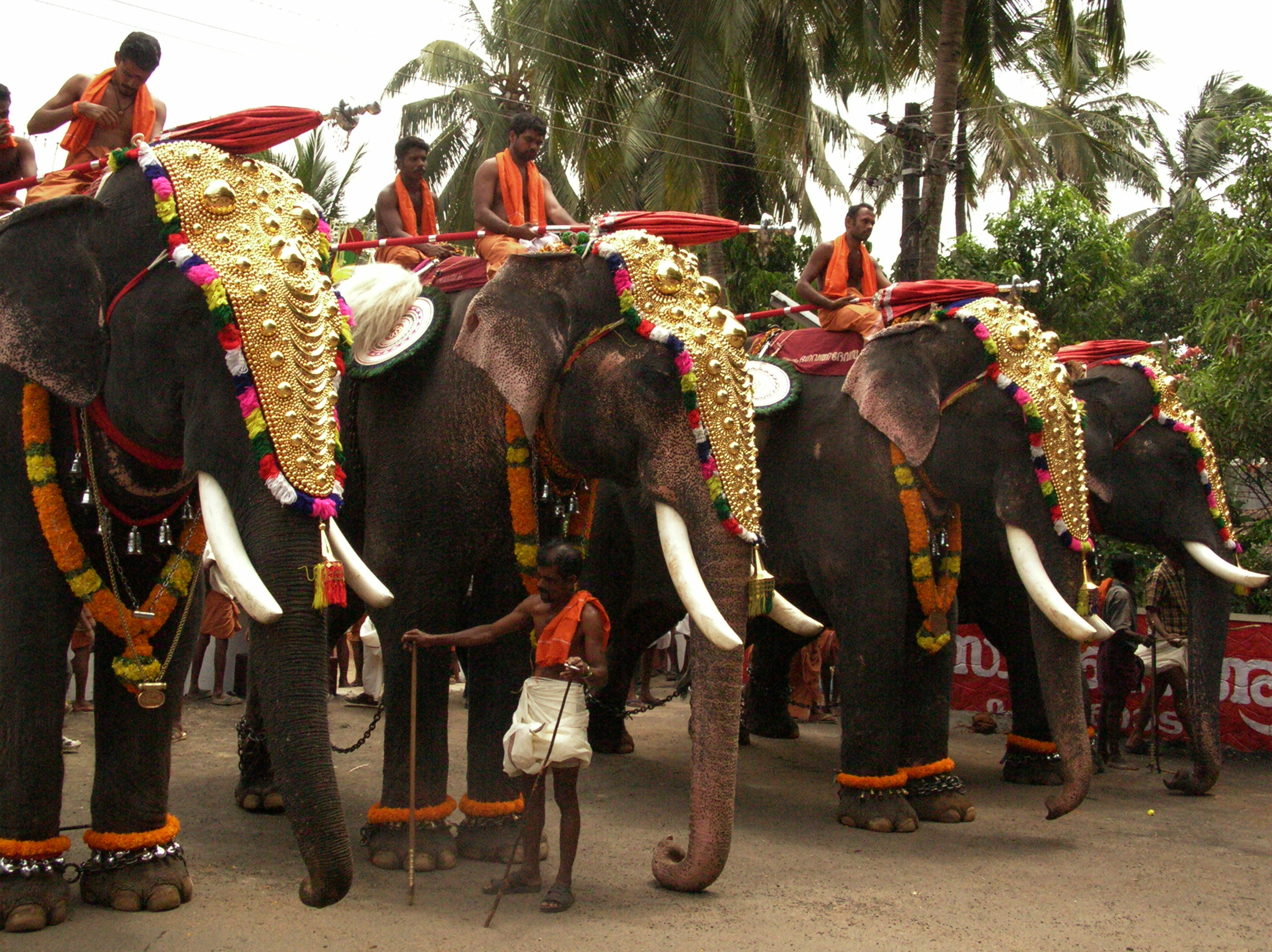
Feldíszített elefántok egy Keralai fesztiválon

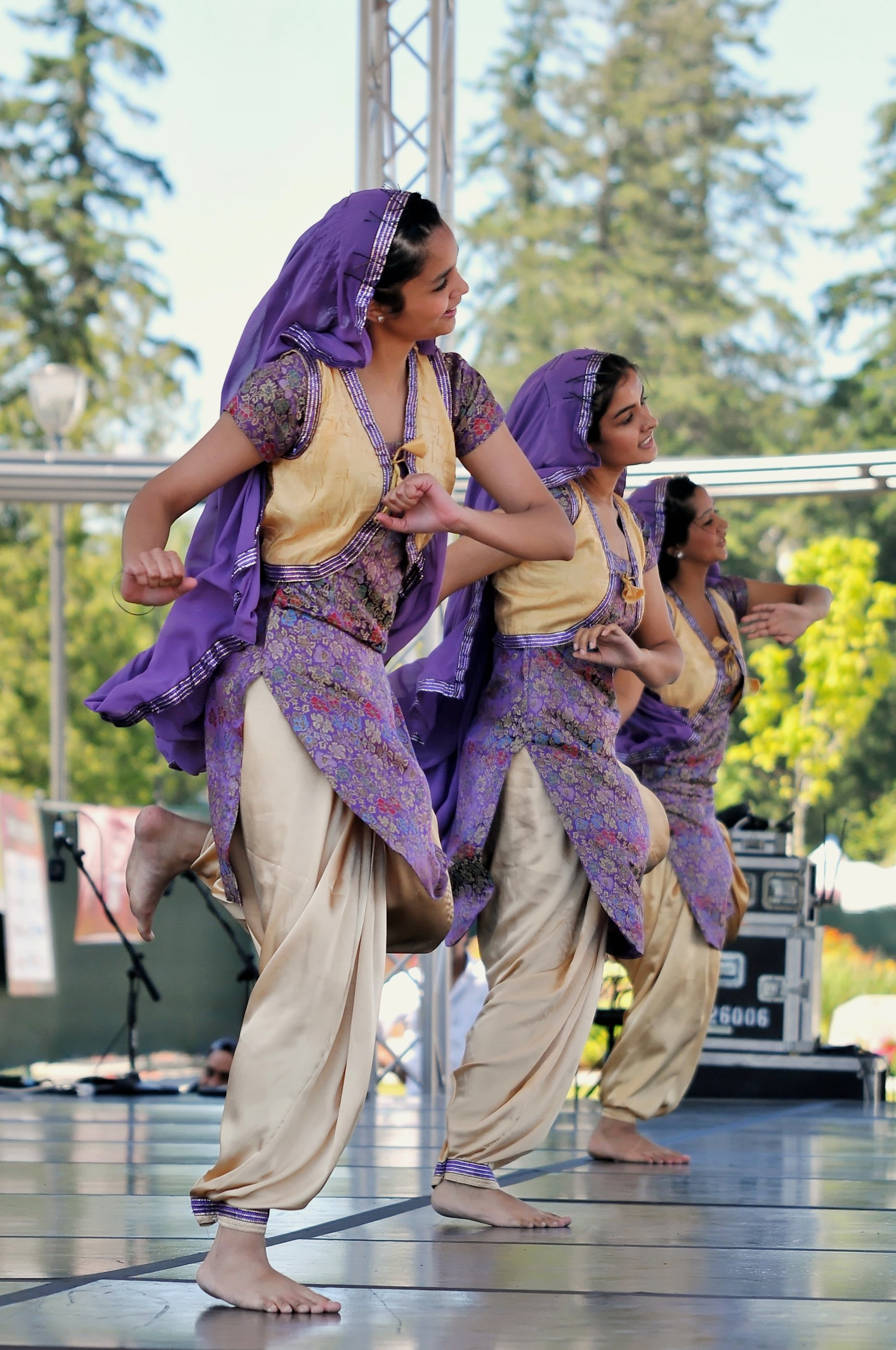
Bhangra-táncosok

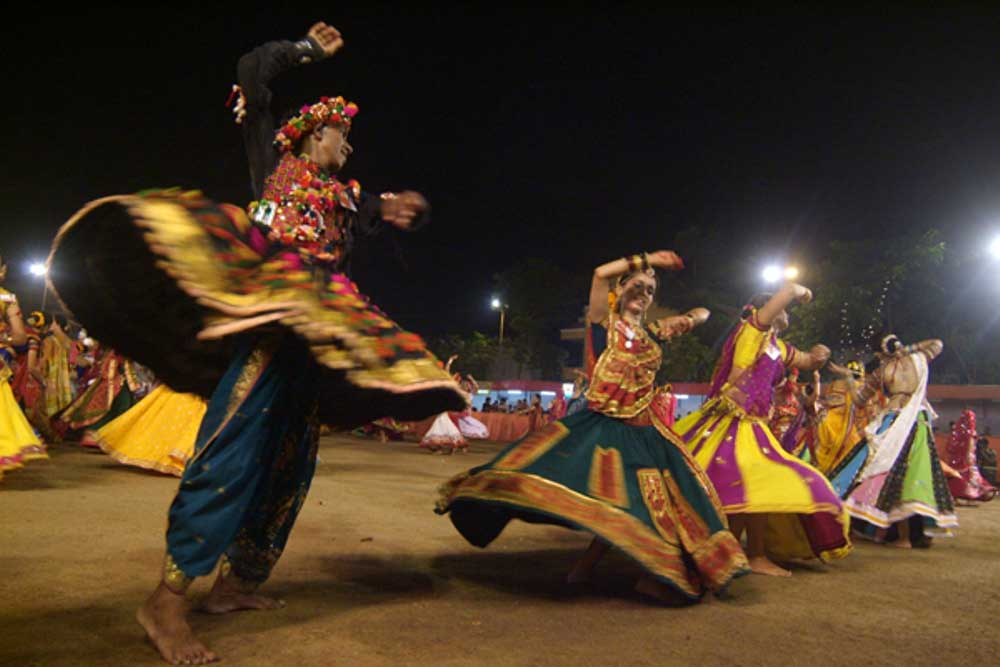
Garba-táncosok a Navrátri fesztivál idején, Ahmadábád

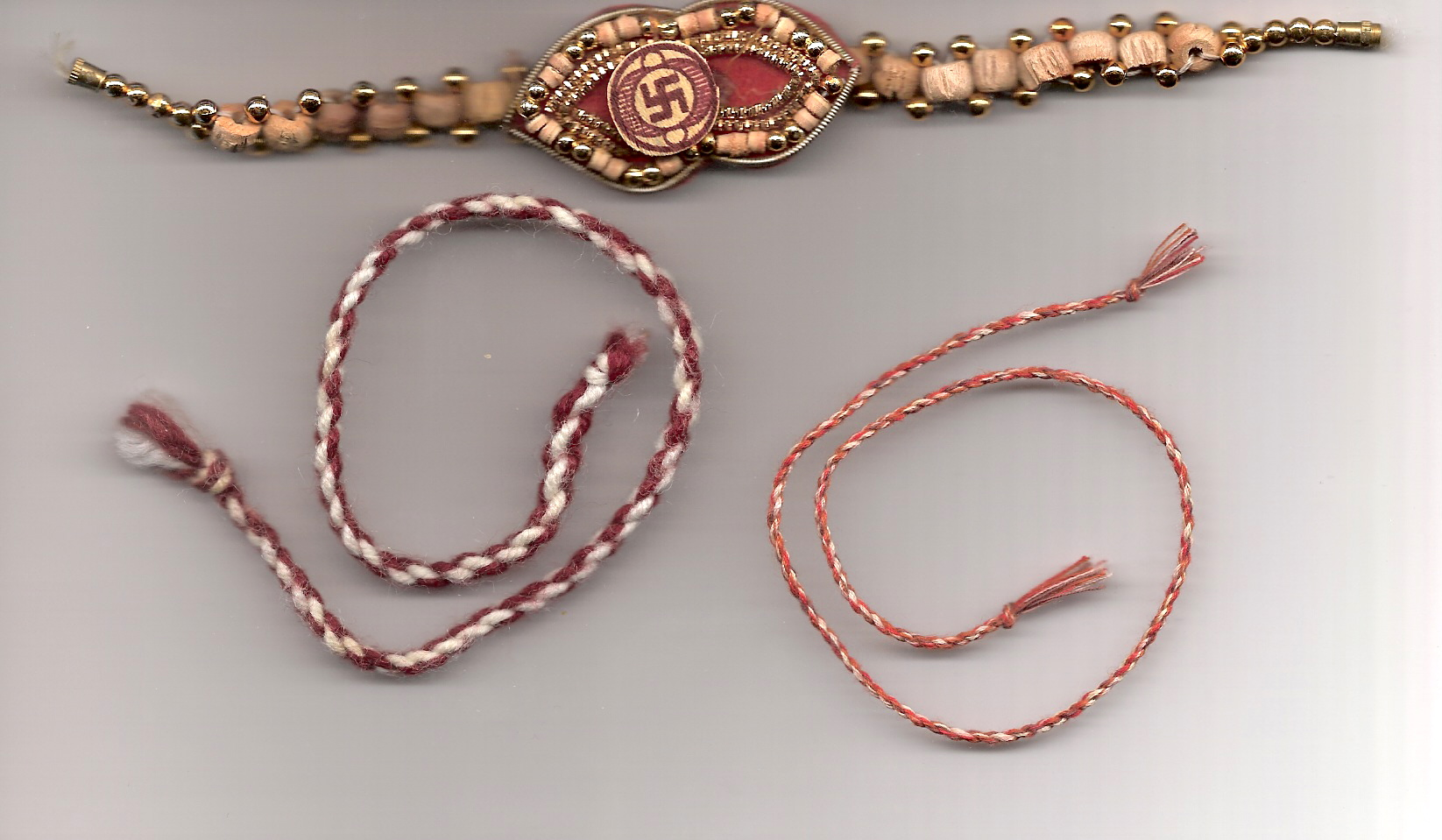
Raksábandhana

Az indiai ünnepek és fesztiválok igen sokrétűek. Sokféle ünnepe van Indiának, amely multikulturális és multivallásos nemzet. India olyan ország, ahol számos vallást gyakorolnak az emberek és a különböző népcsoportok. A kultúrák keveredése miatt rengeteg az ünnep. Az indiai ünnepek közül a legismertebbek:

## Állami
- január 26. - Köztársaság Napja - nemzeti ünnep. 1950. január 26-án lett megalakítva az Indiai Köztársaság. A Köztársaság Napján Delhiben nagy rendezvényeket csinálnak, tánc és felvonulás teszi színessé a programokat.
- augusztus 15. - A függetlenség napja (1947. augusztus 15.). India ekkor szabadult fel a brit fennhatóság alól. Az egész országban megünneplik, a leglátványosabban Delhiben.
- október 2. - Gandhi születésnapja, Gandhi Dzsajanti - Mohandász Karamcsand Gandhi születésének ünnepe. Imádkoznak Gandhi krematóriumának helyszínén. Az iskolák és üzletek zárva tartanak.

## Hindu
- Baiszákhi: Hindu Nap Újév. Ekkor táncolják a Bhangrát.
- Ganes Csauth: Pune, Orisza állam, Bombay, Madrász városban ünneplik Ganésa Istent. A turisták nagyon szeretik ezt a látványos fesztivált.
- Sivarátri: Siva Istenségnek ajánlott ünnepség. Többek közt a következő településeken ünneplik: Chiadambarum, Kalahasti, Khadzsuráhó, Váránaszi.
- Vaszant Pancsami: Szaraszvati Istennőt ünneplik ezen a hindu ünnepen.
- Kumbh Mela - hindu zarándoklat, amit néhány évente tartanak meg, ilyenkor több tíz millió ember vesz rajta részt.
- Holi - hindu ünnep, Észak-India legeksztatikusabb fesztiválja. A gonosz Holika nevű démon halálának megünneplésére tartják. A turisták számára „a színek ünnepe”. A résztvevők színes porokat dobnak és színezett vizet locsolnak mindenkire, aki a közelükben van. A hideg évszak végén, a Falguna holdhónap utolsó teleholdjának idején tartják, ami rendszerint februárban vagy márciusban van.
- Rámnavámi – Visnu inkarnációja, Ráma születésnapja - hindu ünnep, 1-10 napig tart. Márciusban tartják. A fesztivált utcai játékok színesítik.
- Oriszai harciszekér-fesztivál - Dzsagannáth („Lord Jagannath” - Visnu, a világ ura egyik megtestesülése) és testvérei, Balaráma és Szubhadra szobrait körbehordozzák hatalmas harci kocsikon. Leginkább Puriban és Orisza államban népszerű. Az ünnepen milliók vesznek részt. Júniusban tartják.
- Kígyófesztivál - a hindu Nág Pancsami fesztivált Ananta tiszteletére tartják, akinek összetekeredett kígyótestén Visnu megpihen az univerzumok között. Az asszonyok meglátogatják rokonaikat. A kígyókat tisztelettel kezelik, mint az árvizek elleni totemeket. Júliusban vagy augusztusban tartják.
- Fivérek és nővérek - a Raksábandhana (vagy Rákhi, Narial Purnima) néven ismert ünnepen a lányok a családjuk fiú tagjainak (vagy fiúbarátjuknak) rákhi néven ismert amulettet készítenek, ami megvédi őket a következő évben. Az ajándékot a fiúk a csuklón viselik. A fiúk ezt ajándékkal viszonozzák és azzal az ígérettel, hogy vigyázni fognak lánytestvéreikre. Júliusban tartják.
- Ganésa születésnapja (Ganes Csauth)- hindu ünnep, az elefántfejű isten lelkes ünnepe, különösen Pune, Orisza állam, Madrász, Mumbai városokban ünneplik. Ganésa agyagszobrait körbehordozzák, majd szertartásosan folyóba, tengerbe vagy víztározóba merítik. A Ganésa Csaturti ünnepet szeptemberben tartják, de lehet augusztusban is.
- Durga Púdzsa - a jó győzelmének ünnepe a gonosz felett. Durga istennő győzelmét testesíti meg a bölényfejű démon, Mahisaszura felett. Az ünneplés Dusszehra idején történik, különösen Kolkatában, ahol az istennő képének ezreit mutatják föl, majd merítik folyóba vagy víztározóba. Októberben tartják.
- Navrátri (Navarátri) - hindu ünnep. Kilenc éjjelen át tart, a Daszera és Durga istennő ünnepét előzi meg. Különleges táncokat adnak elő, egyidejűleg Laksmi és Szaraszvati istennőket is ünneplik. A legélénkebb ünneplés Gudzsarátban és Mahárástrában van. Októberben, esetleg szeptemberben ünneplik.
- Daszera - Ezt az ünnepet Delhiben Rámlila fesztiválnak hívják. A hindu Ráma isten győzelmének színes ünnepe Rávana démonkirály felett. Legnagyobb ünneplés Kulluban van, ahol Rávana szobrait rituálisan elégetik.
- A fények ünnepe (Diváli) - hindu ünnep. Kartika holdhónapban tartják, októberben vagy novemberben. Diváli (Dipaváli) ötnapos ünnepe. Ajándékozás, tűzijáték, vajégetés és olajlámpák kihelyezése jellemzi, hogy Ráma úrnak mutassák a hazavezető utat a száműzetésből.
- Krisna születésnapja, Dzsanmasztami - Agra, Mathura városokban Krisna születését ünneplik. Egész éjjelen át tartó imádságot tartanak a templomokban. Krisna szülőhelye, Mathura akár egy hétig is tartja az ünnepet. Máshol lehet, hogy csak imádkoznak vagy édességet ajánlanak fel az istennek. Augusztusban, esetleg júliusban van.

## Iszlám
- Maulid - Mohamed próféta születésnapja - iszlám ünnep, különösen Dzsammu és Kasmír tartományokban. Az iszlám naptár harmadik hónapjára esik.
- Ramadán (vagy Ramazán) - 30 napos csendes iszlám ünnep, ami hajnaltól sötétedésig tart. A muszlimok figyelmüket Isten felé fordítják, imádkoznak és megtisztítják magukat. Az iszlám naptár kilencedik hónapjában van.
- Eid al-Fitr - háromnapos muszlim ünnep a Ramadán végén. Imádkozás, vásárlás, ajándékozás jellemzi. A nők mehndi (=henna) díszítést viselnek.
- Eid al-Adha - muszlim ünnep. Ábrahámra emlékeznek, amikor kész volt feláldozni saját fiát istennek. Kecskét vagy juhot vágnak le, amit a család megoszt a közösséggel és a szegényekkel.
- Muharram - Az iszlám naptár első hónapja. Tizedik napja (Ásúrá) síita muszlim ünnep, melynek során Mohamed próféta unokája, Huszajn ibn Ali mártíromságára emlékeznek. Az esemény során felvonulásokat tartanak. A szunnita muszlimok is emlékeznek ezen a napon arra, hogy Mózes ekkor böjtölt hálát adva Istennek azért, hogy felszabadította Izrael népét az egyiptomi fogság alól.

## Kereszténység
- Húsvét - keresztény ünnep. Márciusban vagy áprilisban tartják.
- Karácsony - keresztény ünnep. Jézus Krisztus születésének napja, december 25.. A legnagyobb ünneplés Goa és Kerala államokban van. Zenés események, különleges dekoráció jellemzi, elsősorban Mumbaiban.

## Szikhizmus
- Guru Nának születésnapja, Nának Dzsajanti, vagy Gurpurab - szikh ünnep, a vallásalapító születésnapja. Imádsággal, a kirtan nevű áhítatos szikh énekléssel ünneplik három napig. Különösen Pandzsábban és Harijánában. Rendszerint novemberben tartják, de előfordul, hogy április 14-én, Nának 1469-es tényleges születésnapján.

## Dzsainizmus
- Mahávír születésnapja - Mahávír Dzsajanti emléknapja, aki a dzsainizmus 24. legfontosabb tanítója volt. Márciusban vagy áprilisban tartják.

## Buddhizmus
- Loszár tibeti újév (irodalmi tibeti: lo-gszar) - buddhista ünnep egész Indiában, különösen Himácsal Prades, Szikkim államokban és Ladak illetve Zanszkár régióiban. 15 napos, amiből az első 3 nap intenzívebb. Februárban vagy márciusban tartják, tartományonként változó.
- Buddha születésnapja - csendes, de megindító ünnep, melynek résztvevői egyszerűen öltözködnek, vegetáriánus ételeket esznek és buddhista templomokat látogatnak meg. Májusban tartják.
- Buddha tanításainak napja - a Drupka Tesi Gautama Sziddhártha tanításairól emlékezik meg, amikor először magyarázta el a „Négy szerény igazság”-ot tanítványainak Szárnáthban. A legnagyobb ünneplés Szikkim államban van, ahol közös imádságot tartanak a gangtoki Deer Parkban, ahol jakversenyt is tartanak. Többnyire augusztusban, esetleg júliusban van.

## Párszizmus
- Párszi újév, Pateti - zoroaszter vallási ünnep. Különösen Mumbaiban ünneplik. A házakat megtisztítják és virágokkal díszítik fel. A család szépen felöltözik, különleges halételeket és édességeket eszik. Felajánlásokat tesznek a Tűz templomában. Augusztusban tartják.

## Egyéb
- Esküvők - az esküvők csúcsszezonja decemberben van. Északon különösen sok barát (=vőlegény) felvonulást lehet látni, amiben bőven van fehér ló és tűzijáték. Hangos zene és látványos összejövetelek jellemzik az egész országban. A menyasszony mehndi díszítést és tiszta aranyat visel.
- Gangaur Fesztivál– Ezzel a fesztivállal köszöntik a tavaszt Dzsaipurban a Picsola-tónál.
- Goai Farsang– Háromnapos ünnep Goa államban.
- Khadzsuráho táncünnep– Egy teljes hétig tartó fesztivál. A templomok körül táncok előadásaival szórakozhat a tömeg.

## Külső hivatkozások
- Indiai fesztiválok dátumai